# Savoa
Savoa is een geslacht van hooiwagens uit de familie Zalmoxioidae.
De wetenschappelijke naam Savoa is voor het eerst geldig gepubliceerd door Forster in 1949. 

## Soorten
Savoa is monotypisch en omvat slechts de volgende soort:
- Savoa bonka